# Chiesa del Santo Rosario (Bangkok)
La chiesa del Santo Rosario è una chiesa cattolica che si trova a Bangkok nel distretto di Samphanthawong, sulla riva orientale del fiume Chao Phraya.
La storia della chiesa risale al 1769, quando un gruppo di cattolici portoghesi si insediò nell'area dopo la caduta del regno di Ayutthaya e costruì l'attuale chiesa in stile neogotico nel 1891-1897 sul sito di due strutture preesistenti.

## Storia
Quando il re Taksin stabilì a Thonburi la capitale dopo la caduta di Ayutthaya nel 1767, le comunità portoghesi di Ayutthaya si trasferirono in due zone dell'attuale Bangkok. Alcuni seguirono la guida di padre Jacques Corre e si stabilirono sulla riva occidentale del Chao Phraya nella zona ora conosciuta come Kudi Chin, dove fondarono la chiesa di Santa Cruz. Un altro gruppo, che aveva rifiutato di accettare l'autorità della missione francese, si stabilì sulla sponda orientale del fiume in un'area ora conosciuta come Talat Noi nel distretto di Samphanthawong. Questi ultimi portarono con loro due immagini sacre: una della Madonna del Rosario e un'altra del Cadavere di Cristo.
Nel 1787 venne costruita una chiesa con una struttura in legno su palafitte. I residenti però, non avendo dei preti, dovettero fare affidamento sui sacerdoti francesi, che gradualmente accettarono. Nel 1822, la chiesa stabilì finalmente la comunione con la Santa Sede e ricadde sotto l'autorità del vescovo Esprit-Marie-Joseph Florens, vicario apostolico del Siam. A quel punto però la comunità portoghese si stava gradualmente disperdendo e gli immigrati cinesi presto divennero i principali partecipanti della chiesa.
Nel 1838 la chiesa venne ricostruita in legno su una base in muratura e il 1º ottobre 1839 venne consacrata e ufficialmente dedicata a Nostra Signora del Rosario. Nel 1890 la struttura era caduta in rovina e il pastore, padre Desalles, organizzò la costruzione di un nuovo edificio che ebbe luogo dal 1891 al 1897; la nuova chiesa fu consacrata nell'ottobre 1897 ed è tuttora in funzione.

## Architettura

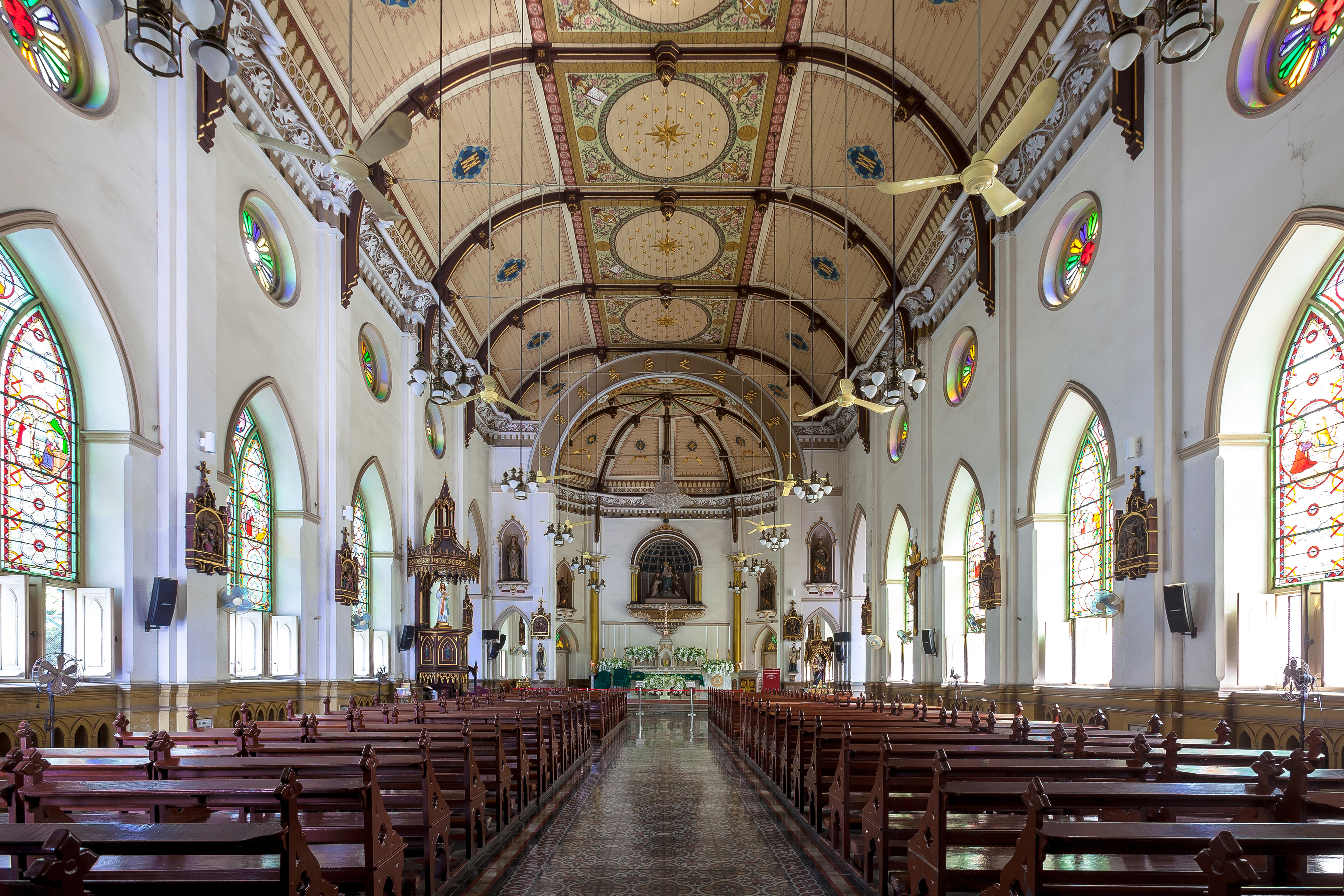
Interno della chiesa

L'attuale chiesa fu costruita in stile neogotico con una pianta a croce e la facciata principale rivolta verso il fiume. Il campanile, con la sua guglia a croce, è costruito al centro della facciata, dietro un timpano gotico. La chiesa ha delle porte e finestre ad arco gotico e le sue vetrate sono fra le più belle della Thailandia.